# المقالح (النادرة)

تعديل مصدري - تعديل

المقالح هي إحدى قرى عزلة مقنع الأعلى بمديرية النادرة التابعة لمحافظة إب، بلغ تعداد سكانها 706 نسمة حسب تعداد اليمن لعام 2004.

## المحلات التابعة للقرية
قالب:وادي ملاح - وادي السفال - العصبة